# Kudoa musculoliquefaciens
Kudoa musculoliquefaciens is een microscopische parasiet uit de familie Kudoidae. Kudoa musculoliquefaciens werd in 1954 beschreven door Matsumoto & Arai. 